# Franziska Beyer
Franziska Beyer (* 7. Februar 1983 in Dresden) ist eine deutsche Schauspielerin.

## Leben
Nach ihrem Abitur 2001 zog sie nach Berlin, wo sie sich im sozialen Bereich und später als Marketinghospitantin der Berliner Schaubühne engagierte.
Es folgten zwei Jahre als feste Regieassistentin am Deutschen Nationaltheater Weimar.
Ab 2004 studierte sie Schauspiel an der Bayerischen Theaterakademie August Everding und spielte während der Ausbildung im Metropol-Theater (München) und am Akademietheater (München). Beim Theatertreffen der deutschsprachigen Schauspielstudierenden 2007 in Salzburg gewann sie mit ihrem Kollegen Tristan Seith gemeinsam den Szenenpreis.
Ihr Schauspiel-Diplom an der Bayerischen Theaterakademie erhielt sie 2008.
Ihr erstes festes Engagement begann sie 2008 am Staatsschauspiel Dresden. Anschließend war sie von 2009 bis 2011 am Theater der Stadt Heidelberg engagiert. Hier spielte sie die Ophelia in Simon Solbergs Hamlet-Inszenierung bei den Schlossfestspielen und in der deutschen Theateruraufführung  von Steinbecks Jenseits von Eden Kate und Abra.
Von 2011 bis 2014 war sie am Staatstheater Wiesbaden engagiert. Von 2014 bis 2018 am Landestheater Tübingen. Seit Sommer 2018 arbeitet Franziska Beyer freischaffend unter anderem an den Schauspielbühnen Stuttgart, am Nationaltheater Mannheim und am Theater Tübingen. Seit Herbst 2020 arbeitet sie wieder fest am Landestheater Tübingen.
Franziska Beyer singt immer wieder im Rahmen der Engagements Chanson-, Lieder-, Rock-Pop-Abende und Musicals. Außerdem moderiert Franziska Beyer zahlreiche Kammerkonzerte und Spätprogramme im Theater.

## Filmografie
- 2006: Amphitryon
- 2007: Last Exit
- 2011: Marienhof
- 2018: BIM (Imagefilm)
- 2022: Tatort: Marlon (Fernsehreihe)

## Theater (Auswahl)
- 2006 Die Sieben Todsünden von Bertolt Brecht/Kurt Weill (als Anna I und II), Regie: Tobias Kratzer, Akademietheater (München)
- 2006 Die Furien – Ein musikalischer Theaterabend zum Phänomen Frau, Regie: Jochen Schölch, Metropol-Theater (München)
- 2007 Bremer Freiheit von Rainer Werner Fassbinder (als Gesche Gottfried), Regie: Verena Stoiber, Akademietheater, München (eingeladen an das Thalia Theater (Hamburg) – Körberstiftung Junge Regie)
- 2007 7 Türen von Botho Strauß, Regie: Mario Andersen,  Akademietheater, München
- 2008 Buddy Boldens Blues von Michael Ondaatje (als Bella), Regie: Holk Freytag, Staatsschauspiel Dresden
- 2008 Erdbeerfelder für immer von Erik Gedeon (als Frau Bresch), Regie: Erik Gedeon, Staatsschauspiel Dresden
- 2009 Das letzte Feuer von Dea Loher (als Edna), Regie: Niklaus Helbling, Staatsschauspiel Dresden
- 2009 Das Versprechen nach Friedrich Dürrenmatt in einer Fassung von Armin Petras (als Chrissi), Regie: Andrea Thiesen, Staatsschauspiel Dresden
- 2010 "Hamlet" Shakespeare (als "Ophelia"), Regie: Simon Solberg, Theater der Stadt Heidelberg
- 2010 "Jenseits von Eden" nach dem Roman von John Steinbeck (als "Abra" und "Kate"), Regie: Sarantos Zervoulakos, Theater der Stadt Heidelberg
- 2010 "Dorfpunks" nach dem Roman von Rocko Schamoni (als "Mandy"), Regie: Thomas Schweigen, Theater der Stadt Heidelberg
- 2011 Gegen die Wand nach dem Film von Fatih Akın (als Sibel Güner), Regie: Mareike Mikat, Theater der Stadt Heidelberg
- 2011 "Krankheit der Jugend" von Ferdinand Bruckner (als "Marie"), Regie: Hermann Schmidt-Rahmer, Staatstheater Wiesbaden
- 2011 "Kaspar Häuser Meer" von Felicia Zeller (als "Anika"), Regie: André Rößler, Staatstheater Wiesbaden
- 2012 "Lotte in Weimar" nach dem Roman von Thomas Mann (als "Adele Schopenhauer"), Regie: Slobodan Unkovski, Staatstheater Wiesbaden
- 2012 "Alle 16 Jahre im Sommer" von John von Düffel, Regie: Tobias Materna, Staatstheater Wiesbaden
- 2013 "Die Jungfrau von Orleans" Friedrich Schiller als Agnès Sorel, Staatstheater Wiesbaden
- 2013 "Hexenjagd" Arthur Miller Regie: Konstanze Lauterbach, Staatstheater Wiesbaden
- 2014 "Vincent will Meer" als Dr. Rose, Staatstheater Wiesbaden
- 2014 "Geschlossene Gesellschaft" Jean-Paul Sartre als Estelle, Sandkorntheater Karlsruhe
- 2015 "Miss Sara Sampson" Lessing als Marwood, Landestheater Tübingen[1]
- 2015 Arsen und Spitzenhäubchen als Abby Brewster, Landestheater Tübingen
- 2016 Wie es euch gefällt Shakespeare als Rosalind, Landestheater Tübingen
- 2017 Kasimir und Karoline, Ödön von Horvath, als Karoline, Landestheater Tübingen
- 2017 Szenen einer Ehe nach Ingmar Bergman, als Marianne, Landestheater Tübingen
- 2018 Maria Stuart, Schiller, als Königin Elisabeth, Altes Schauspielhaus Stuttgart
- 2019 Meine Geniale Freundin[2] Elena Ferrante, als Lila, Nationaltheater Mannheim
- 2019 Hoppla wir leben von Ernst Toller, Nationaltheater Mannheim
- 2020 Misery  Stephen King als Annie Wilkes, Schauspielbühnen Stuttgart
- 2020 Der gute Mensch von Sezuan von Bertolt Brecht, als Shen Te, Landestheater Tübingen

## Hörspiele (Auswahl)
- Christine Lehmann: Blutoper. Radio-Tatort, SWR 2011.
- Frühes Versprechen Synchron 2018
- Die Wolf-Gäng Synchron 2019